# Spoorlijn Ystad - Skivarp
De spoorlijn Ystad - Skivarp is een Zweedse spoorlijn van de voormalige spoorwegmaatschappij Ystad - Skivarps Järnväg (afgekort: YSJ) gelegen in de provincie Skåne.

## Geschiedenis
De Trelleborg - Rydsgård Järnväg (TRJ) had oorspronkelijk een concessie voor het traject van Skivarp naar Charlottenlund aangevraagd en werd op 21 september 1895 verleend. De werkzaamheden op dit traject kwamen niet opgang waardoor de concessie op 18 maart 1898 kwam te vervallen.
Er werden nieuwe belanghebbenden gezocht voor deze concessie. Op 7 april 1899 werd de Ystad - Skivarps Järnvägsaktiebolag opgericht en 14 april 1899 werd de concessie verstrekt aan de YSJ.
Het traject werd op 2 augustus 1901 geopend.
Het vervoer bestond uit bietenvervoer naar de suikerfabriek in Skivarp Sockerbruk.
Het station Skivarp Sockerbruk gelegen aan het traject van de TRJ werd in 1901 gebouwd naar aanleiding van de
suikerfabriek in Skivarp Sockerbruk. Deze fabriek werd in 1960 gesloten.

## Sluiting
Het spoor was gekomen door te veel problemen en deze bleef in de loop der jaren. Het kwam dus niet als een verrassing toen zij besloot tot sluiting van de track. Op
16 februari 1919 werd het traject stilgelegd en in hetzelfde jaar opgebroken.

## Bedrijfsvoering
Toen het traject van Malmö naar Ystad werd gebouwd door de Malmö - Ystads Järnväg (MYJ) en in 1874 geopend was dit het moment om te gaan samenwerken met de Ystad - Eslövs Järnväg (YEJ). Uit deze samenwerking ontstond in 1884 een samenwerkingsverband omgezet in het uitvoeren van de bedrijfsvoering.
De Ystads Järnvägar (afgekort: YJ) werd in 1912 opgericht als voortzetting van het samenwerkingsverband en de bedrijfsvoering uitvoerde bij de volgende zes onafhankelijke spoorwegonderneming:
- Ystad - Eslövs Järnväg (YEJ)
- Malmö - Ystads Järnväg (MYJ)
- Börringe - Östratorps Järnväg (BÖJ)
- Ystad - Gärsnäs - St Olofs Järnväg (YGStOJ)
- Ystad - Brösarps Järnväg (YBJ)
- Ystad - Skivarps Järnväg (YSJ)